# 시사토크 이슈를 말한다
《시사토크 이슈를 말한다》는 MBC TV에서 2014년 5월 18일부터 2018년 3월 25일까지 방송했던 시사 토크 프로그램이었다.

## 기획 의도
국민들의 이목을 집중 시킨 화제와 세간의 화두가 도기 있었던 핫 이슈를 놓고 토크 대결을 벌이는 시사 토크

## MC
- 김상운 MBC 기자
- 박경추 MBC 아나운서

## 지역 방송국 프로그램
| 방송 채널               | 프로그램                     |
| ----------------------- | ---------------------------- |
| 대전MBC                 | 대전MBC 시사토론M            |
| MBC충북                 | 전국시대 스페셜 프라임인터뷰 |
| 전주MBC                 | 건강지킴이 닥터MBC           |
| 광주MBC 여수MBC 목포MBC | MBC토론 갑론을박             |
| 대구MBC                 | 가요베스트                   |
| 안동MBC                 | 전국시대 스페셜              |
| 부산MBC                 | 시사플러스                   |
| MBC경남 창원            | 경남아 사랑해 스폐셜         |
| MBC경남 진주            | 댜큐에세이 여기, 이 사람     |
| 원주MBC                 | 문화 콘서트 난장             |
| 울산MBC                 | 살맛나는 세상 스페셜         |

## 경쟁 프로그램
- 일요진단 라이브 (KBS 1TV)